# Husnyj
Husnyj (česky též Husná, ukrajinsky Гусний, maďarsky Erdőludas) je horská ves, která je částí obce Tychyj, v územní komunitě (hromadě) Stavne, v okrese Užhorod, v Zakarpatské oblasti na Ukrajině. Nachází se na východním okraji Lemkoviny. V roce 2025 zde žilo 86 obyvatel.
Ve vsi jsou ukrajinské národní památky – dřevěná cerkev sv. Mikuláše z roku 1759 a zvonice k této cerkvi, která pochází z počátku 20. století. 

## Historie
Do uzavření Trianonské smlouvy byla ves součástí Uherska, poté (pod názvem Husná) byla součástí Československa. Od roku 1945 byla součástí Ukrajinské sovětské socialistické republiky, která byla součástí Sovětského svazu; nakonec od roku 1991 je součástí samostatné Ukrajiny.